# Chrást (Příbram)
Chrást é uma comuna checa localizada na região da Boêmia Central, distrito de Příbram.